# Maorineta mollis
Maorineta mollis là một loài nhện trong họ Linyphiidae. Loài này được phát hiện ở Nieuw-Zeeland.